# Dimitrie Durdufi
Dimitrie Durdufi (în rusă Дмитрий Дурдуфи) a fost un primar al Chișinăului în perioada anilor 1846–1848. Durdufi provenea dintr-o familie de proprietari basarabeni.